# ヘルマン・ツー・ホーエンローエ＝ランゲンブルク
ヘルマン・フュルスト・ツー・ホーエンローエ＝ランゲンブルク（Hermann Fürst zu Hohenlohe-Langenburg, 1832年8月31日 - 1913年3月9日）は、ドイツのシュタンデスヘル、政治家。ホーエンローエ＝ランゲンブルク侯（在位1860年 - 1913年）。

## 生涯
ホーエンローエ＝ランゲンブルク侯エルンスト1世とその妻でイギリス女王ヴィクトリアの異父姉であるフェオドラ・ツー・ライニンゲンの間の次男として生まれた。全名はヘルマン・エルンスト・フランツ・ベルンハルト（Hermann Ernst Franz Bernhard）。ベルリンの法律学校を卒業後、しばらくプロイセン軍人としての生活を送った。1860年、兄のカールが貴賤結婚によりランゲンブルク侯家の家長を退いたため、代わって家督を継いだ。翌1861年3月4日よりヴュルテンベルク王国の貴族院議員となり、終身で議席を保った。1877年から1895年までは、ヴュルテンベルク貴族院副議長の任にあった。
ヘルマンは普仏戦争にも参加し、保守的な帝国党（Deutsche Reichspartei）に所属して、1871年から1881年まではヴュルテンベルク第12選挙区（ゲーラブロン、クライルスハイム、バート・メルゲントハイム、キュンツェルスアウなどで構成される）選出の国会議員としてドイツ帝国議会に席を占めた。ヘルマンはオットー・フォン・ビスマルクの重要な支援者だった。彼は1881年に国会選挙に敗北すると、以後は植民地政策に対する関心を強めていった。彼はドイツ植民地団体（Deutscher Kolonialverein）の発起人の1人となり、団体の運営に一定の影響力を及ぼした。
1886年にシュヴェービッシュ・ハルに設立された医療機関である福音派奉仕会館（Evangelisches Diakoniewerk Schwäbisch Hall）の初代理事長を1894年まで8年間務めた。その後、従兄のホーエンローエ＝シリングスフュルスト侯クロートヴィヒの後任として1894年から1907年までアルザス＝ロレーヌ地方の総督を務めた。

## 子女
1862年9月24日、カールスルーエにおいてバーデン大公子ヴィルヘルム（バーデン大公カール・フリードリヒの息子）の娘であるレオポルディーネと結婚し、間に一男二女の3人の子供をもうけた。
- エルンスト・ヴィルヘルム・フリードリヒ・カール・マクシミリアン（1863年 - 1950年） - ホーエンローエ＝ランゲンブルク侯
- エリーゼ・ヴィクトリア・フェオドラ・ゾフィー・アーデルハイト（英語版）（1864年 - 1929年） - 1884年、弟系ロイス侯ハインリヒ27世と結婚
- フェオドラ・ヴィクトリア・アルベルタ（1866年 - 1929年） - 1894年、ライニンゲン侯エミッヒと結婚